# Ashen
Ashen – wieś i civil parish w Anglii, w hrabstwie Essex, w dystrykcie Braintree. Leży 36 km na północ od miasta Chelmsford i 77 km na północny wschód od Londynu. W 2011 roku civil parish liczyła 323 mieszkańców. Ashen jest wspomniana w Domesday Book (1086) jako Asce.